# Pointe du Raz

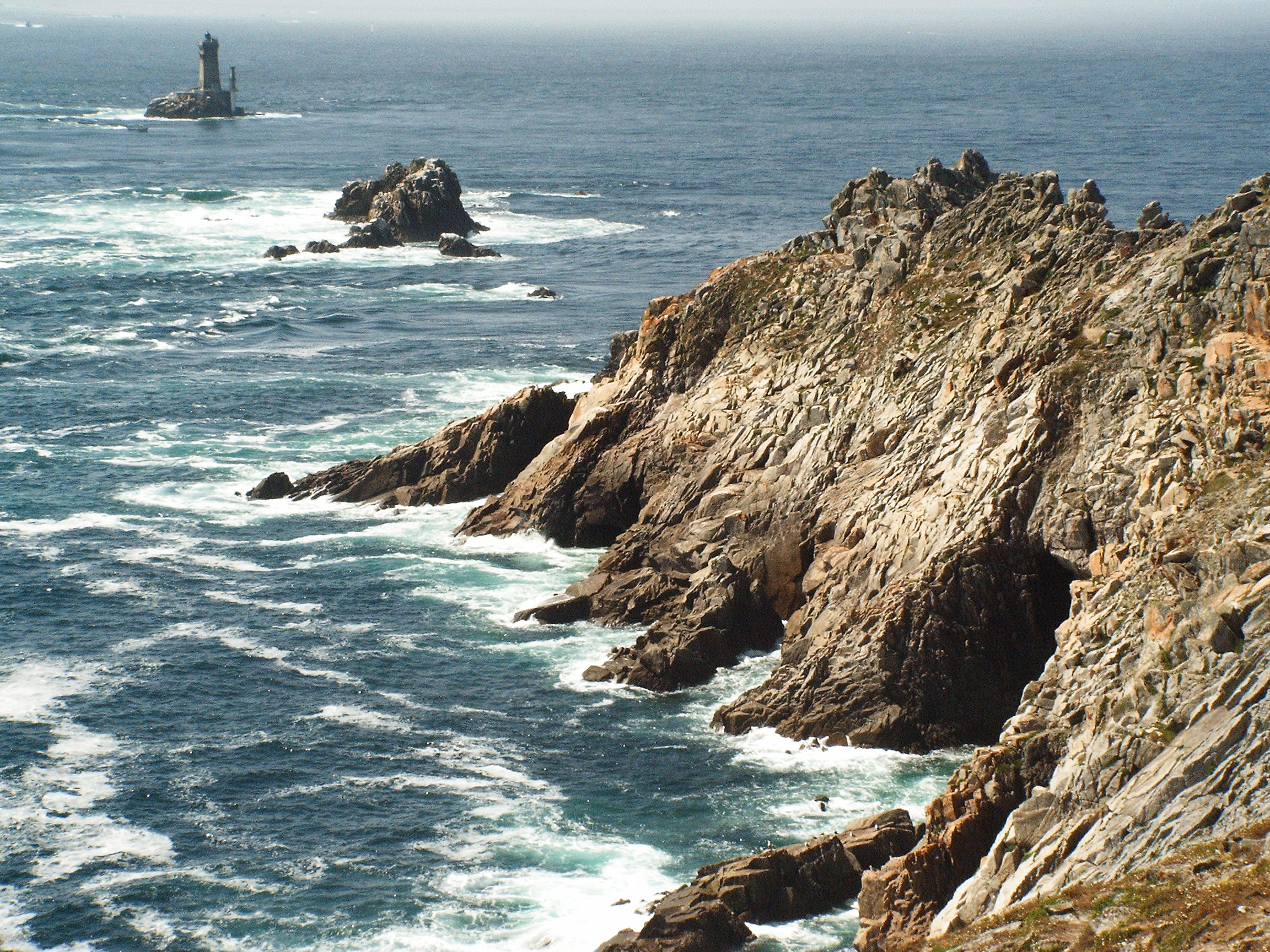
Pointe du Raz

Pointe du Raz (bret. Beg ar Raz) – skalisty przylądek we Francji w Bretanii nad Oceanem Atlantyckim. Jest na liście 4 wielkich miejsc Francji. Jest jednym z najbardziej na zachód wysuniętym punktem stałego lądu Francji. Często uważany za francuski odpowiednik angielskiego Land’s End.

## Nazwa
Nazwa pochodzi od bretońskiego słowa raz oznaczającego szybki nurt.